# 18151 Лічеллі
18151 Лічеллі (18151 Licchelli) — астероїд головного поясу, відкритий 29 липня 2000 року.
Тіссеранів параметр щодо Юпітера — 3,139.